# Пщев (гміна)
Гміна Пщев (пол. Gmina Pszczew) — сільська гміна у північно-західній Польщі. Належить до Мендзижецького повіту Любуського воєводства.
Станом на 31 грудня 2011 у гміні проживало 4260 осіб.

## Площа
Згідно з даними за 2007 рік площа гміни становила 177.64 км², у тому числі:
- орні землі: 40.00%
- ліси: 49.00%

Таким чином, площа гміни становить 12.80% площі повіту.

## Населення
Станом на 31 грудня 2011:
| Опис     | Загалом | Загалом | Чоловіки | Чоловіки | Жінки | Жінки |
| -------- | ------- | ------- | -------- | -------- | ----- | ----- |
| одиниця  | осіб    | %       | осіб     | %        | осіб  | %     |
| все      | 4260    | 100     | 2078     | 48.78    | 2182  | 51.22 |
| міське   | 0       | 100     | 0        |          | 0     |       |
| сільське | 4260    | 100     | 2078     | 48.78    | 2182  | 51.22 |

## Сусідні гміни
Гміна Пщев межує з такими гмінами: М'єндзижеч, М'єндзихуд, Медзіхово, Пшиточна, Тшцель.